# Tovelsee
Der Tovelsee, italienisch Lago di Tovel, ist ein See im Naturpark Adamello-Brenta in Italien. Er hat eine ungefähr dreieckige Form und ist etwa einen Kilometer lang und ca. 500 m breit. Damit ist er der zweitgrößte See der „Dolomiten von Brenta“ mit einer Oberfläche von ca. 382.450 m². Seine maximale Tiefe erreicht 38,5 m, die Seehöhe beträgt 1177,2 m s.l.m.
Zwei Zuflüsse speisen den See: die Sturzbäche Rislà und S. Maria Flavona.
Bekannt wurde der See durch die Algenblüte, die bis Mitte der 1960er Jahre in den wärmeren Sommermonaten auftrat und dem See eine dunkelrote Färbung verlieh, weshalb er auch der „rote See“ genannt wurde. Verursacht wurde diese in Süßwasserseen ungewöhnliche Färbung durch das Massenvorkommen einer Mikroalge aus der Gruppe der Dinoflagellaten, den 20 μm großen Glenodinium sanguineum. Untersuchungen führen das Auftreten einer solchen Massenvermehrung auf den Phosphorgehalt und die Lichtverhältnisse zurück.
In den Jahren 2009 und 2010 trat diese Erscheinung auch am Seealpsee in Appenzell auf. 